# Silene bellidifolia
Silene bellidifolia é uma espécie de planta com flor pertencente à família Caryophyllaceae.
A autoridade científica da espécie é Juss. ex Jacq., tendo sido publicada em Hortus Botanicus Vindobonensis 3: 44. 1777.

## Portugal
Trata-se de uma espécie presente no território português, nomeadamente em Portugal Continental.
Em termos de naturalidade é nativa da regição atrás indicada.

## Protecção
Não se encontra protegida por legislação portuguesa ou da Comunidade Europeia.